# Mlinarič
Mlinarič je 177. najbolj pogost priimek v Sloveniji, ki ga je po podatkih Statističnega urada Republike Slovenije na dan 31. decembra 2007 uporabljalo 976 oseb, na dan 1. januarja 2010 pa 973 oseb in je med najbolj pogosto uporanljenimi priimki zasedal 176 mesto.

## Znani nosilci priimka
- Aleš Mlinarič, farmacevt, predsednik Lekarniške zbornice
- Franc Mlinarič (*1956), pedagoški kriminolog
- Irena Mlinarič Raščan (*1964), farmacevtka
- Jože Mlinarič (1935 - 2021), zgodovinar, arhivar, filolog, latinist, prevajalec, univ. prof., akademik
- Jože Mlinarič (*1940), salezijanski duhovnik in misijonar
- Leon Mlinarič (1908 - ?), komercialist, gospodarstvenik
- Lucija Mlinarič (1987 - 2019), umetnostna kotalkarica
- Lucija Mlinarič (*1991), pesnica
- Lučka Mlinarič, arhivistka
- Marko Mlinarič, ginekolog in porodničar
- Maša Mlinarič, baletna plesalka
- Pavel Mlinarič (18. stoletje) okrajni glavar, namestnik velikega župana Železne županije
- Tine Mlinarič (*1955), pesnik, urednik, publicist, etno-kulturni aktivist v Prekmurju
- Vlado Mlinarič, gastroenterolog